# Autovía Néstor Kirchner
La Autovía Néstor Kirchner es una autovía argentina perteneciente a la Red de Carreteras del Estado que comienza en Puerto Madryn y finaliza en la ciudad de Trelew. Esta carretera une los puntos más poblados del Valle inferior del río Chubut permitiendo un rápido conector para más de 200 mil habitantes. Sobre esta autovía se encuentra el Parque eólico Loma Blanca y el predio de la ex Torre Omega Trelew, además de atravesar la loma María y el bajo Simpson.

## Generalidades
La autovía actualmente cuenta con 40 km habilitados y los 17 km restantes  en construcción con la segunda trocha. La doble trocha se encuentra, entre el km 1394 y el 1451 de la RN 3. La obra fue llevada a licitación el 5 de septiembre de 2007, e inaugurada parcialmente el 30 de agosto de 2012 por la presidenta Cristina Fernández de Kirchner.
En la época de verano esta autovía funciona como un perfecto conector hacia las playas de la Comarca Valdés. La obra incluyó la relocalización de la rotonda de acceso a Puerto Madryn, que en su ubicación anterior no podía ser iluminada por su cercanía a la cabecera del Aeropuerto El Tehuelche y presentaba un radio de giro insuficiente como consecuencia de su escaso tamaño. Con la nueva rotonda, se buscó mejorar considerablemente la circulación.
Asimismo, se relocalizará el acceso al Aeropuerto Almirante Marcos A. Zar, de Trelew, con iluminación; a la vez que se construirá e iluminará una rotonda en la intersección con la Ruta Nacional A010 y se iluminará la rotonda de acceso a la ciudad de Trelew.
La autovía posee una construcción parcial, lo cual produce embotellamientos en las bifucarciones debido a que hay tramos sin construir por cancelamientos y denuncias a la empresa a cargo de la obra, lo cual fue llamada nuevamente a licitación con proyección de culminación de la doble trocha hacia 2020.

## Galería

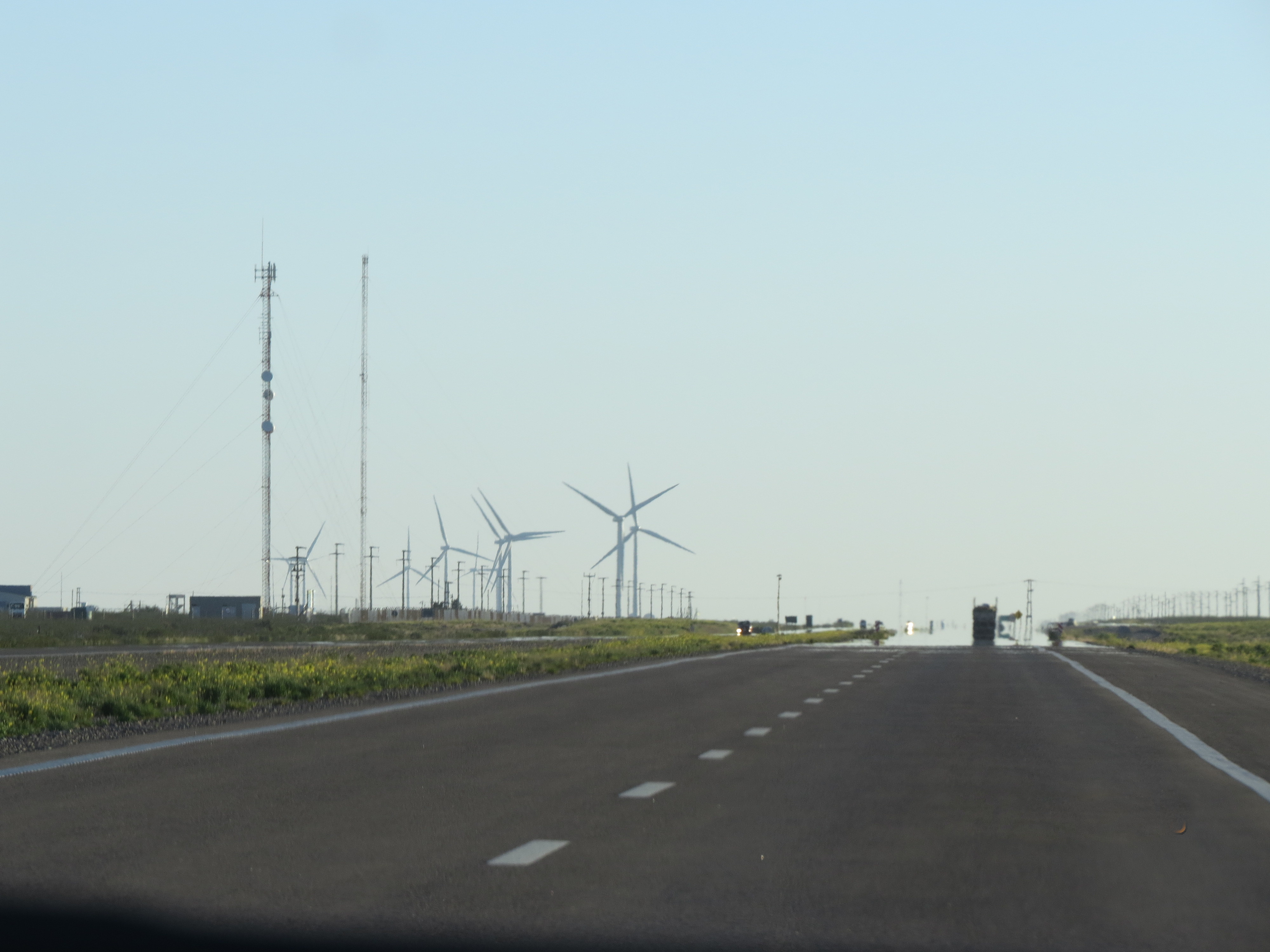
Vista parcial del predio de la ex Torre Omega
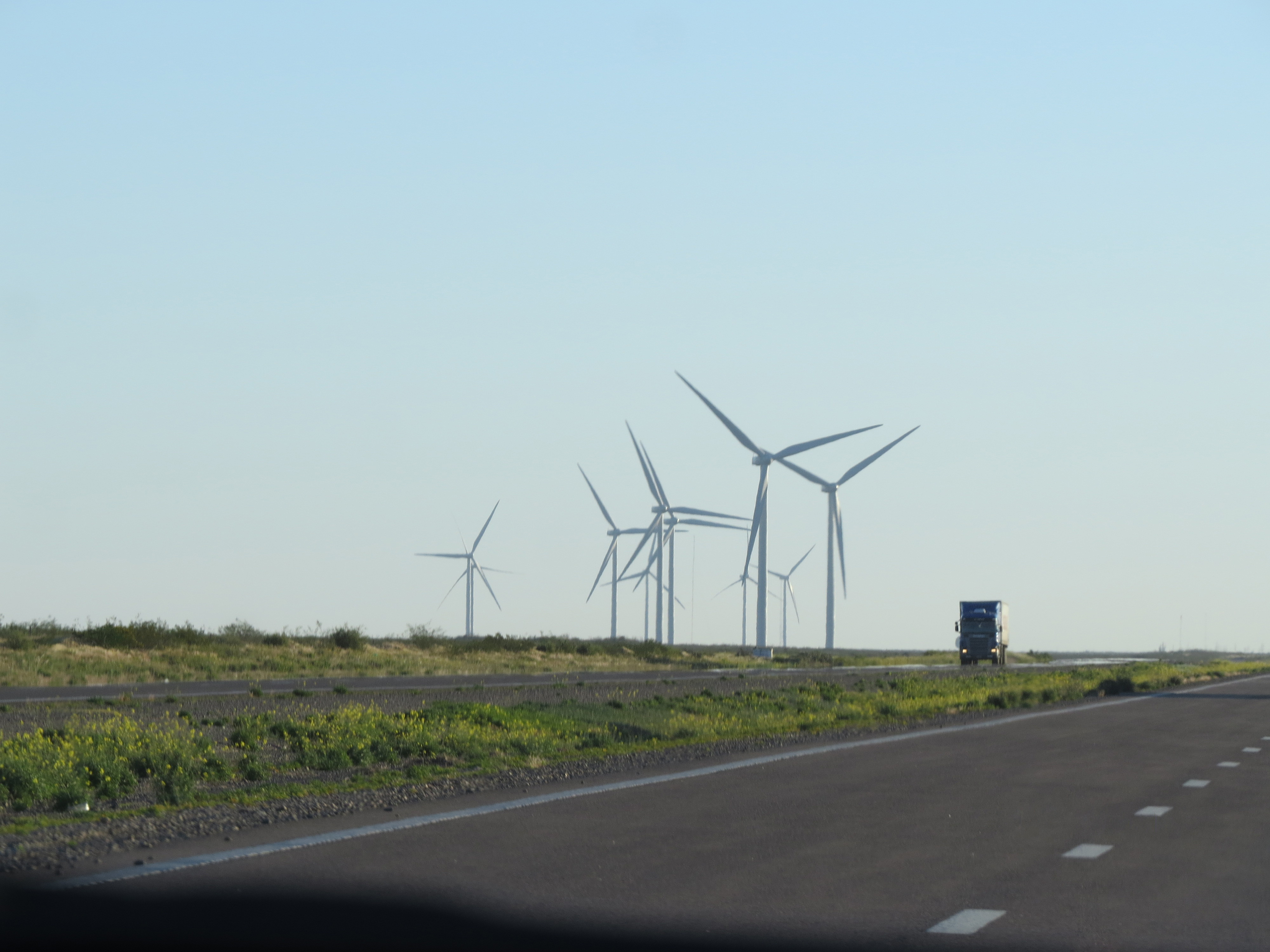
Parque eólico Loma Blanca